# Volejbol'nyj klub Nižnij Novgorod
Il Volejbol'nyj Klub Nižnij Novgorod (in russo волейбольный клуб Нижний Новгород?) fu un club di pallavolo maschile russo, con sede a Nižnij Novgorod.

## Storia
Il Volejbol'nyj Klub Gubernija viene fondato nel 2008. Dopo due soli anni di attività arriva la promozione in Vysšaja Liga A, serie cadetta del campionato russo, dove, dopo una sola stagione, viene promosso in Superliga. Nella stagione del debutto arriva un'agevole salvezza dopo i play-out; in Coppa di Russia, invece, il cammino si interrompe agli ottavi di finale, dopo cinque combattuti set contro l'Iskra Odincovo. Nel campionato successivo le prestazioni del club migliorano notevolmente: in Coppa di Russia il cammino si interrompe solo in Final 6, mentre in Superliga il club giunge fino alle semifinali scudetto; grazie al quarto posto finale arriva la prima qualificazione ad una competizione europea, la Coppa CEV.
Nel 2015 il club viene rinominato Volejbol'nyj Klub Nižnij Novgorod.

## Rosa 2014-2015
| N° | Nome              | Ruolo | Data di nascita  | Nazionalità sportiva |
| -- | ----------------- | ----- | ---------------- | -------------------- |
| 1  | Artëm Kaštanov    | L     | 3 aprile 1995    | Russia               |
| 2  | Samir Mucharov    | S     | 2 febbraio 1993  | Russia               |
| 3  | Dimitrij Kovalev  | P     | 15 marzo 1991    | Russia               |
| 5  | Makar Bestužev    | S     | 13 maggio 1987   | Russia               |
| 6  | Nikolaj Pavlov    | O     | 22 maggio 1982   | Russia               |
| 7  | Oleg Syčëv        | C     | 29 aprile 1988   | Russia               |
| 8  | Sergej Savin      | S     | 7 ottobre 1988   | Russia               |
| 10 | Maksim Šul'gin    | P     | 17 maggio 1983   | Russia               |
| 11 | Filipp Voronkov   | O     | 25 marzo 1983    | Russia               |
| 12 | Aleksandr Janutov | L     | 19 giugno 1983   | Russia               |
| 13 | Viktor Josifov    | C     | 16 ottobre 1985  | Bulgaria             |
| 16 | Maksim Špilëv     | S     | 28 novembre 1986 | Russia               |
| 18 | Aleksej Kulešov   | C     | 24 febbraio 1979 | Russia               |